# Porcellio cataractae
Porcellio cataractae är en kräftdjursart som beskrevs av Albert Vandel1960. Porcellio cataractae ingår i släktet Porcellio och familjen Porcellionidae. Inga underarter finns listade i Catalogue of Life.